# 左旗增十六
狐狸座16，又名BD+24 3977，HD 190004、SAO 88098、HR 7657，是狐狸座的一颗恒星，视星等为5.22，位于銀經63.02，銀緯-3，其B1900.0坐标为赤經19h 57m 46.8s，赤緯+24° -3′ 28″。